# Transport rowerowy w Toruniu

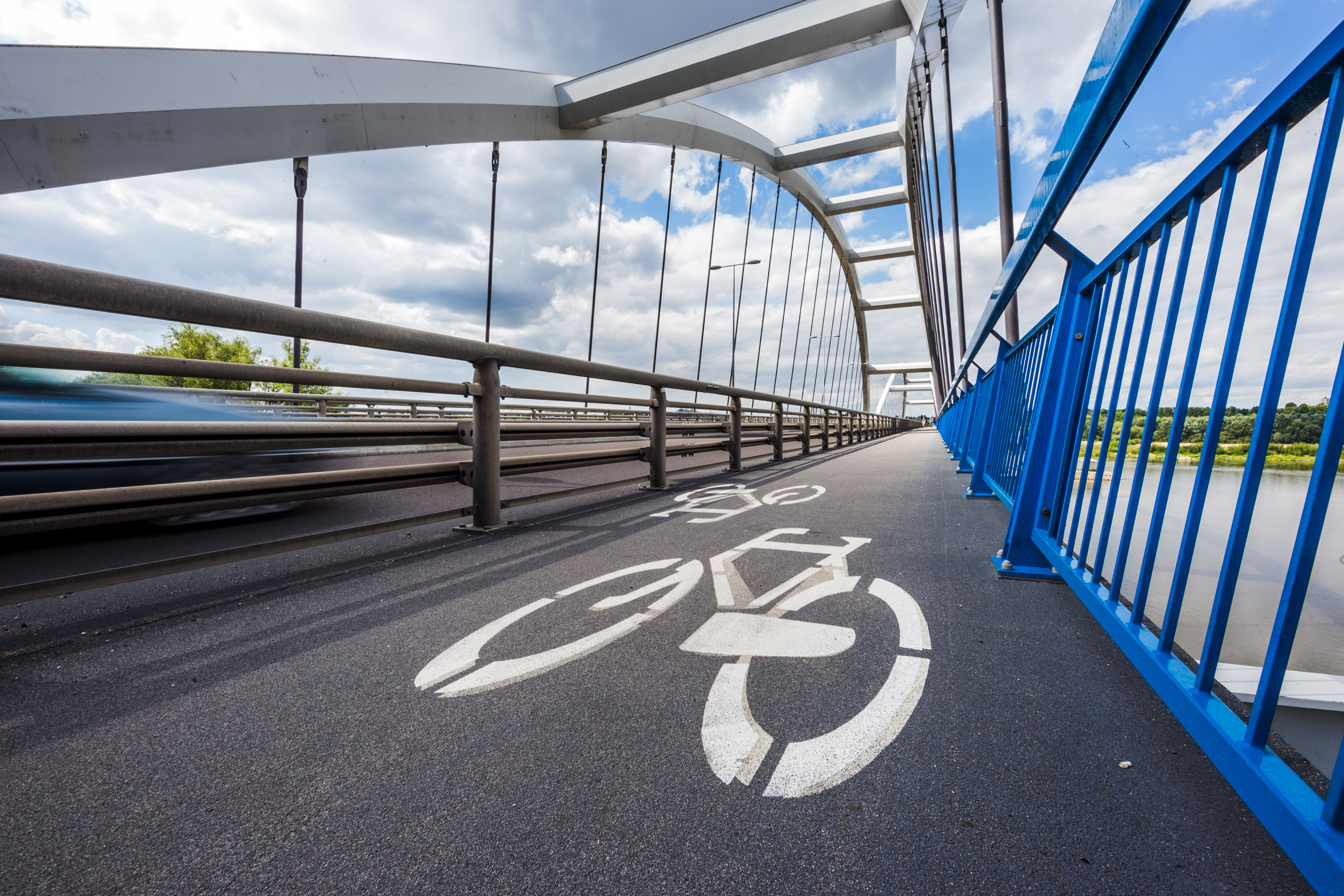
Droga rowerowa na moście gen. Elżbiety Zawackiej

Transport rowerowy w Toruniu – sieć ścieżek rowerowych oraz ich infrastruktura w Toruniu.
Łączna długość tras rowerowych w Toruniu w 2023 roku wynosiła ok. 137 km. Ścieżki rowerowe buduje się samodzielnie lub podczas budowy lub remontu ulic.
W latach 2007–2015 w ramach Programu rozwoju komunikacji rowerowej na lata 2007–2015 zbudowano ok. 80 km dróg rowerowych. W 2012 roku w mieście było ok. 61 km ścieżek rowerowych. W kwietniu 2014 roku uruchomiono Toruński Rower Miejski (od 17 maja 2019 roku Torvelo), dostępny dla torunian i turystów. W czerwcu 2022 roku funkcjonowało 49 stacji Torvelo.
W 2015 roku w mieście uruchomiono ogólnodostępne, samoobsługowe i bezpłatne stacje naprawcze rowerów. W lipcu 2020 roku przyjęto „Program rozwoju komunikacji rowerowej w Toruniu”, który ma za zadanie stworzyć spójną, wygodną i bezpieczną sieć dróg rowerowych w długoterminowym okresie. W ramach Programu założono stworzenie dwóch oddzielnych systemów tras: Miejskiego Systemu Tras Rowerowych oraz Rekreacyjnego Systemu Tras Rowerowych.
W 2022 roku na infrastrukturę rowerową przeznaczono 0,24% budżetu Torunia.